# Strumień objętości
Strumień objętości (objętościowe natężenie przepływu) – iloczyn prędkości przepływu czynnika (płynu) przepływającego przez przewód rurowy (rurę) i powierzchni przekroju tego przewodu.
{\displaystyle Q=vS}
{\displaystyle Q} − strumień objętości (m3/s)
{\displaystyle v} − średnia prędkość liniowa czynnika w kierunku przepływu (m/s)
{\displaystyle S} − pole powierzchni przekroju rury (m2; wzór dla rury okrągłej o promieniu r : S = π r 2).
Strumień objętości nazywany jest również prędkością wolumetryczną lub przepływem wolumetrycznym (ang. volumetric flow rate).
Analogiczne pojęcia związane:  strumień molowy (mol/s), strumień masy (mieszaniny lub jej składnika) (kg/s).